# Carmin profond
Pour plus de détails, voir Fiche technique et Distribution.
Carmin profond (Profundo carmesí) est un film mexicain d'Arturo Ripstein sorti en 1997. 
Le film transpose au nord du Mexique l'histoire des « Lonely Hearts Killers » (les « Tueurs aux petites annonces »), un couple de meurtriers, Raymond Fernandez et sa compagne Martha Beck, ayant sévi aux États-Unis à la fin des années 1940. 

## Synopsis
Coral Fabre (Regina Orozco) est une infirmière et mère célibataire de deux enfants qui tombe folle amoureuse de Nicolas Estrella (Daniel Giménez Cacho), un petit escroc qui gagne sa vie en volant l'argent des femmes qu'il séduit. Tout d'abord repoussée, Coral décide d'abandonner ses enfants pour pouvoir partir avec Nicolas et l'aider dans ses affaires. Se faisant passer pour sa sœur, elle va sélectionner leurs futures victimes, des femmes veuves et aisées à la recherche d'un compagnon.

## Fiche technique
- Réalisation : Arturo Ripstein
- Scénario : Paz Alicia Garciadiego
- Musique : David Mansfield
- Production : Marin Karmitz
- Co-production : Pablo Barbachano
- Producteur exécutif : Tita Lombardo

## Distribution
- Daniel Giménez Cacho (VF : François Dunoyer) : Nicolás Estrella
- Regina Orozco : Coral Fabre
- Marisa Paredes : Irene Gallardo
- Giovanni Florido : Carlitos
- Patricia Reyes Spíndola : Madame Ruelas
- Julieta Egurrola : Juanita Norton
- Fernando Palavicini : Don Dimas
- Sherlyn : Teresa

 Source et légende : version française (VF) sur RS Doublage

## Distinctions
- Meilleure musique, meilleur scénario et meilleur décor au Festival de Venise en 1996
- Mention d'honneur au Festival du film de Sundance en 1997